# Guajiquiro
Guajiquiro är en kommun i Honduras.   Den ligger i departementet Departamento de La Paz, i den sydvästra delen av landet, 70 km väster om huvudstaden Tegucigalpa. Antalet invånare är 11 969.